# Gregory Johnson
Gregory Harold Johnson også kaldet Gregory Harold "Box" Johnson (født 12. maj 1962) er en NASA-astronaut og han har fløjet en rumfærgemission; STS-123 som 2.-pilot.
Johnson fløj 34 kampmissioner med F-15E Strike Eagle under Golfkrigen og 27 kampmissioner over Sydirak i 1992-93. Bagefter var han testpilot på Edwards Air Force Basen hvor han fløj over 3.500 timer på mere end 40 flytyper.
Gregory Johnson skal være 2.-pilot på STS-134 i februar 2011.